# 義守大學襲擊事件
義守大學襲擊事件是指2019年9月13日發生於台灣義守大學宿舍的襲擊事件。

## 事發經過
為響應香港的反對逃犯條例修訂草案運動，一名香港留學生在義守大學宿舍房間門外以寫有「今日香港，明日台灣」字句的便利貼設置連儂牆。一名中國大陸籍學生破壞連儂牆，其後兩人發生口角。事後該名香港學生稱遭掐脖子，但該名中國大陸學生否認這一點。後來該名香港學生遭潑水，房間門外亦被貼滿五星紅旗。
涉事香港學生表示他張貼的便利貼並無攻擊中國大陸的字眼，想不到竟遭大陸學生襲擊。經受害人於9月18日到警察局報案，警察通知當事人到場後，當事人已向受害人致歉，二人和解。
其後有學生聲稱自己因聲援被打的香港學生而被要求停學，校方回應此人並非來自香港，亦沒有對他進行任何處分。義守大學指出該學生自畫五星旗在校內燃燒被制止後，校方嚴正否認要求該名學生「停學」，因該名學生在教學大樓一樓玄關燃燒物品，已涉及公共危險，校方人員迅速制止、滅火後，依程序通知家長，希望家長多多關心學生。校方並強調，與家長聯繫過程，從未提及「希望學生在家冷靜幾天」，乃至「停學」、「退學」，也就是沒有要求學生退學，更無所謂「停學」處分；至於家長與學生自行溝通是否上學，校方並未干預。

### 校方聲明
2019年9月25日，義守大學針對事件發表聲明。聲明中校方感謝各界的關注與建議，並對事件深感遺憾。校方指中華民國是一個民主、自由與法治的國家，校方作為國際化的教育平台會尊重各方多元意見，並在法律保障範圍內，維護師生最大限度的言論自由。強調任何言語或行動霸凌都不能被容忍或接受。
義守大學表示作為教育機構，對學生行為偏差之懲處的主要目的在於讓學生了解自身行為的失衡，並進行輔導與改正，未來校方仍將一本教育與保障言論自由之初衷，持續教育學生不同群體間應有的相互理解與尊重，並強調於社群網站發表言論之責任與承擔，暢通各類協助管道，積極輔導有需要的同學， 以確保學生在自由與法治的校園環境中安心就學。

### 後續處理
義守大學事後加強校園安全巡查外，也持續對雙方當事人追蹤輔導，並將相關同學依該校法定程序交由「學生獎懲委員會」審議；在踐行正當法律程序調查，並賦予利害關係人充分時間進行陳述意見後，委員會審酌該案事實及義守大學過去學生懲處案例，經決議核予造成衝突的學生小過兩次處分。
10月1日又有港生在該校學生活動中心築「連儂牆」被校方清除，學生揚言「撕一貼十」，校方表示將研議固定張貼處讓學生表達。義大許可學生社團張貼公告，但是非社團活動的張貼需申請許可，該張貼行動事前未經申請許可。另校方研議訂定規範，針對未經申請的張貼將會指定固定地點讓學生張貼，並會有人定時整理；校方許可學生自由表達立場，要求彼此尊重、不能攻擊，允儘速公布規範，至於昨天未經許可的張貼，校方不會懲處學生。

## 相關事件
香港學生於台灣東吳大學設置的連儂牆亦曾遭到破壞，被貼上以簡體字所寫的「台獨、港獨份子」、「日本侵略中國時你們哪去了？」便利貼。校方翻查閉路電視後尋獲6名破壞者，他們都是東吳大學的學生，但校方沒有進一步透露他們的背景資料。
2019年9月25日，一批就讀於中國文化大學的中國大陸交換生，撕毀連儂牆並毆打張貼方，並辱罵其為「畜生」。
2019年9月30日，中華民國新竹市的國立清華大學一名來自中國的女學生撕毀連儂牆上的標語，被判罰款6,000新台幣及服勞役6天。

## 各界反應
- 中華民國大陸委員會表示學生應尊重不同意見，絕不容許使用暴力。[2]
- 中華民國教育部表示學生表達意見的自由與權利應該受到保障，學生應保持冷靜和克制個人行為。[15]
- 民進黨立法委員王定宇認為應驅逐鬧事的學生出境。[2]
- 香港邊城青年認為校方應正視事件，讓在台灣的香港人有免於恐懼的自由。[16]